# ميخائيل غلينكا
ميخائيل إيفانوفيتش غلينكا (بالروسية: Михаи́л Ива́нович Гли́нка)؛ (1 يونيو 1804 - 15 فبراير 1857)، في نوفوسباسكو، روسيا، مؤلف موسيقي روسي ولد في نوفوسباسكو في مقاطعة سمولينسك، وتوفي في برلين.
يعتبر مؤسس الموسيقى الكلاسيكية الروسية ومؤسس المدرسة القومية الموسيقية، وأول موسيقي روسي يُقبل به خارج روسيا.

## النشأة
كان أبوه مالك أراضٍ ثري، تلقى جلينكا تعليمًا عامًا في سانت بطرسبرغ بدءًا من عام 1817، أبدى غلينكا اهتمامَاً بالموسيقى منذ كانَ في العاشرةِ من عُمرِه، وبالتزامن مع ذلك بدأ يتلقى دروسًا خاصة في الموسيقى مع جون فيلد ثم مع كارل ميير.
سافر جلينكا إلى القوقاز، وهناك عرف الموسيقى الشرقية، وألّف بعدها ألحاناً روسيـة وايطالية، عمل بوزارة المواصلات من (1824-1828)، وكان يقدم حفلات للغناء هاويًا. سافر عام 1830 إلى إيطاليا مدة ثلاث سنوات لدراسة الغناء، وهناك عرف أعمال بلّيني، دونيزيتي، وروسيني. وفي طريق عودته توقف في برلين حيث درس مدة خمسة أشهر الكونتربوينت مع أستاذه سيغفريد ديهن، الذي يعد أستاذه الوحيد الذي نظم معرفته الموسيقية، ثم توجه جلينكا بعدها إلى فيينا ثم إلى برلين عام 1833، وعاد إلى سان بطرسبرغ ليؤلف أوبرا «حياة قيصر» التي عرضت عام 1836 بنجاح كبير.
عُيِّن غلينكا بعدها رئيسًا لفرقة الغناء في الكنيسة الملكية من عام 1837 وحتى 1839. ألف أوبرا «رُسلان ولودميلا» عام 1842عن حكاية شعرية لبوشكين، وبقيت تعرض يوميًا لمدة ست سنوات، في عام 1844 سافر ميخائيل إلى باريس واجتمع ببرليوز وتمكن بمساعدته من تقديم عدة حفلات، وكان أول روسي تقدم أعماله في فرنسا. ثم تركها إلى إسبانيا طوال عامي 1845-1847 حيث سحرته إيقاعات الموسيقى الفولكلورية، وقام بدراستها ونتج من هذه الإقامة تأليف عمليه «يوتا أراغونيز» (1845)، و«ذكريات من كاستيل» والتي تحول اسمها إلى «ليلة صيف في مدريد» (1848-1849).
عاد ميخائيل إلى روسيا عام 1847 وبقي يتنقل حتى عام 1852 ما بين إسبانيا وسان بطرسبرغ، وفارصوفيا، ثم عاد عام 1852 ليعيش في باريس حتى عام 1854 وكانت حياته منعزلةً لأسبابٍ صحية، وكان يعمل في تأليف سمفونية أوكرانية «تاراس بولبا» عن قصة لغوغول، لكنه لم يتمكن من إنهائها فمزقها. عاد عام 1854-1855 إلى سان بطرسبرغ وشرع بكتابة مذكراته، وفي نيسان/أبريل عام 1856 سافر إلى برلين ليعمل مع أستاذه ديهن على دراسة المقامات الدينية القديمة لتكون قاعدة لإيجاد أسلوب جديد للانسجام في الأغاني الكنسية الروسية، لكنه توفي قبل أن ينهي العمل.

## ميخائيل جلينكا في الموسيقى
لم يكن لدى ميخائيل أسلوب خاص متميز إلا في بعض الأغنيات، ويمكن تتبع مراحل إبداعه من التأثيرات التي تعرض لها وتجلَّت في أعماله، كان منبع إلهامه الأدب والشعر إضافةً إلى الموسيقى الشرقية والإسبانية وغيرهما، وكان يتفاعل مع هذه المؤثرات بشدة فلا يُعرف ثباتٌ في أسلوبه، وانعكس على موسيقى ميخائيل الوضع العام في روسيا آنذاك حيث كان تأثير غزو الثقافة الغربية وسيطرتها، وخاصة في المجتمعات المدينية.
وعلى الرغم من تأثر ميخائيل منذ صغره بالموسيقى الفولكلورية المحلية فقد كان تأثير الموسيقى الغربية المستوردة طاغيًا في فترات الشباب، ولم يتخل عنه إلا في فترة وجوده في إيطاليا عندما بدأ بكتابة موسيقى ذات طابع روسي صرف، وابتعد عن استخدام التقنيات الغربية في التأليف، فكانت أوبرا «حياة قيصر» مليئة بالعناصر الموسيقية الفولكلورية الروسية.
وتكمن أهمية ميخائيل الرئيسة في المفاهيم الجريئة والأصيلة التي طرحها في لغة الموسيقى وأسلوبها والتي تنبع من مزج خيال موسيقي روسي حيوي مع أذن مرهفة ودقيقة. وتتبدى هذه الصفة الأخيرة في انتقاداته المهمة للعازفين والمغنين، وفي توزيعه الموسيقي حيث يؤدي كل مكون من مكونات العمل دوراً محسوباً بدقة. وتتجلى ابتكارية ميخائيل وروسيته كليّاً في «رسلان ولودميلا»، في إيقاعاتها وهارمونياتها، وفي الاستخدام الغني للانسجام الكروماتيكي بأسلوب يختلف عن الأساليب الغربية التقليدية.
كان بالاكيريف أول مؤلف روسي عاصر ميخائيل وتأثر به. وبدا تأثيره واضحاً عند تشايكوفسكي، وريمسكي كورساكوف في استخدامه سلماً موسيقياً مكوناً من أبعاد كاملة (من دون أنصاف أبعاد).
كان دور جلينكا مهمًا في منح الجيل اللاحق من المؤلفين الروس مثلاً عن الاستقلالية في إبداعهم، مما قوّى عزيمتهم وأعطاهم الجرأة في البحث عن أساليبهم الخاصة، وقدم لأجيال كثيرة تالية من المؤلفين الروس رؤية موسيقية غنية بأجواء وأنماط أخصبت إبداعهم على الرغم من اختلاف أعمالهم تماماً عنه، إلا أنهم ما كانوا ليتمتعوا بخصائصهم هذه دون التأثر به، منهم سترافينسكي وبروكوفييف اللذان لديهما استقاء أسلوب التوزيع الأوركسترالي المتميز بوضوح الأصوات فيه.

### المؤلفات الموسيقية
- حياة قيصر 1836
- أرُسلان ولودميلا عام 1842
- يوتا أراغونيز 1845
- ذكريات من كاستيل 1845
- تاراس بولبا غير مُكتملة 1845
إضافة إلى ما ذكر سابقاً من أعماله، ألَّف غلينكا قطعاً كثيرة من الموسيقى الدينية، وقطعاً أوركسترالية، وقطعاً للبيانو.

## روابط خارجية
- ميخائيل غلينكا على موقع IMDb (الإنجليزية)
- ميخائيل غلينكا على موقع الموسوعة البريطانية (الإنجليزية)
- ميخائيل غلينكا على موقع ميوزك برينز (الإنجليزية)
- ميخائيل غلينكا على موقع أول موفي (الإنجليزية)
- ميخائيل غلينكا على موقع قاعدة بيانات الأفلام السويدية (السويدية)
- ميخائيل غلينكا على موقع إن إن دي بي (الإنجليزية)
- ميخائيل غلينكا على موقع أول ميوزيك (الإنجليزية)
- ميخائيل غلينكا على موقع ديسكوغز (الإنجليزية)
- ميخائيل غلينكا على موقع قاعدة بيانات الفيلم (الإنجليزية)
- ميخائيل غلينكا على موقع كينوبويسك (الروسية)